# (3599) Basov
(3599) Basov (1978 PB3) – planetoida z grupy pasa głównego asteroid okrążająca Słońce w ciągu 5,62 lat w średniej odległości 3,16 j.a. Odkrył ją Nikołaj Czernych 8 sierpnia 1978 roku.